# باشگاه فوتبال ماشوک-کی‌ام‌وی پیتیگورسک
باشگاه فوتبال ماشوک-کی‌ام‌وی پیتیگورسک (روسی: Кавминводский Фонд ФК «Машук-КМВ») یک باشگاه فوتبال در شهر پیتیگورسک کشور روسیه است. این باشگاه در لیگ برتر فوتبال روسیه بازی می‌کند. این باشگاه در دهه ۱۹۲۰ تأسیس شده‌است. ورزشگاه مرکزی محل برگزاری بازی‌های خانگی این باشگاه است.

## تاریخچه
تاریخچه ماشوک-KMV به دهه ۱۹۲۰ و تیمی با نام دینامو برمی گردد. این تیم با نام های مختلف شناخته شده بود:
- دینامو تا سال ۱۹۶۵
- ماشینوسترویتل در سال های ۱۹۶۶–۱۹۶۷
- ماشوک در سال های ۱۹۶۸–۱۹۹۳ و ۱۹۹۸–۲۰۰۲
- انرژیا در سال های ۱۹۹۴–۱۹۹۷
- ماشوک-KMV از سال ۲۰۰۳

دینامو در اولین سال خود در سال ۱۹۳۶ در لیگ شوروی بازی کرد اما تا سال ۱۹۶۶ که این تیم به ماشینوسترویچل تغییر نام داد، دوباره در رقابت های ملی شرکت نخواهد کرد. پس از سه فصل این تیم به تیم کلاس A، گروه ۲ صعود کرد. اما ماشوک در آن سطح چندان موفق نبود و از اصلاحات فوتبال شوروی در سال های ۱۹۷۱ تا ۱۹۹۰ که به لیگ دوم ب سقوط کردند، در لیگ دوم بازی کرد.
پس از انحلال USSR ماشوک در سال های ۱۹۹۲–۱۹۹۳ در لیگ دوم روسیه و در سال های ۱۹۹۵–۱۹۹۷ بازی کرد. در سال ۱۹۹۶ آن ها توانستند ترفیع را پس بگيرند، اما پس از سقوط در سال ۱۹۹۷ ماشوک پنج سال را در سطح آماتوری گذراندند. پس از فصل ۲۰۰۲ آن ها به لیگ دسته دوم ارتقا پیدا کردند و موقعیت دوندگان در سال ۲۰۰۵ به ماشوک-KMV اجازه داد تا به لطف محرومیت دو باشگاه در لیگ دسته اول بازی کند. ماشوک پس از فصل ۲۰۰۸ دوباره به سطح سوم سقوط کرد.
اولین سال های حضور
مشخص است که اولین بازی تیم پیتیگورسک در 30 مه 1920 برگزار شد. که در آن تیم پیتیگورسک توانست با نتیجه 1 بر 0 تیم شهر کیسلوودسک را شکست دهد. در همان سال، مسابقات قهرمانی منطقه قفقاز شمالی برگزار شد، جایی که تیم پیتیگورسک مقام سوم را به خود اختصاص داد (1 - مایکوپ، 2 - روستوف روی دان). 
در سال 1922، بازیکنان این تیم به عنوان بخشی از تیم ملی قفقاز شمالی بازی کردند. از اواخر دهه 20 تا اواسط دهه 30 قرن بیستم، پیتیگورسک در مسابقات قهرمانی منطقه قفقاز شمالی و در مسابقات قهرمانی دینامو بازی کرد. در سال 1931، در فینال سومین قهرمانی دینامو، روستوف-آن-دون پیتیگورسک را 2:1 شکست داد، اما طرفداران پیتیگورسک خواستار بازی مجدد شدند. بازی مجدد در 1 سپتامبر در زمین روستوف-آن-دان انجام شد که نتیجه آن بازی مشخص نیست. در سال 1933، در پنجمین دوره قهرمانی دینامو، پیتیگورسک 7 بر 0 روستوف-آن-دون را شکست داد.